# Monterotondo

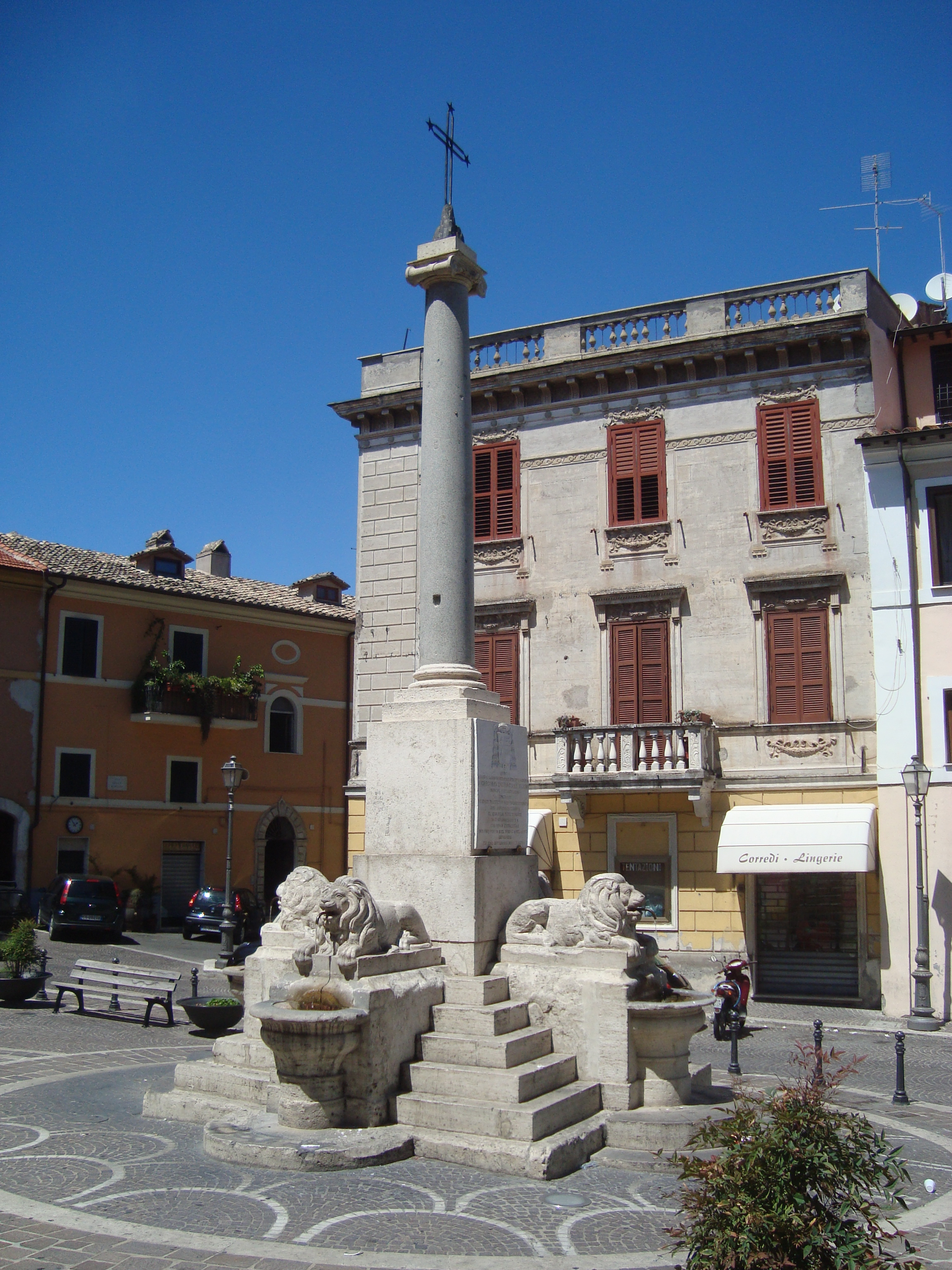
Fontana dei leoni

Monterotondo is een gemeente in de Italiaanse provincie Rome (regio Latium) en telt 36.094 inwoners (31-12-2004). De oppervlakte bedraagt 40,5 km², de bevolkingsdichtheid is 852 inwoners per km².

## Demografie
Monterotondo telt ongeveer 14557 huishoudens. Het aantal inwoners steeg in de periode 1991-2001 met 14,1% volgens cijfers uit de tienjaarlijkse volkstellingen van ISTAT.
| Jaar | Inwoneraantal |
| ---- | ------------- |
| 1991 | 30.124        |
| 2001 | 34.376        |

## Geografie
De gemeente ligt op ongeveer 165 m boven zeeniveau.
Monterotondo grenst aan de volgende gemeenten: Capena, Castelnuovo di Porto, Fonte Nuova, Mentana, Montelibretti, Palombara Sabina, Riano, Rome.

## Geboren
- Massimo Scali (1979), kunstschaatser